# Jan Wellens de Cock

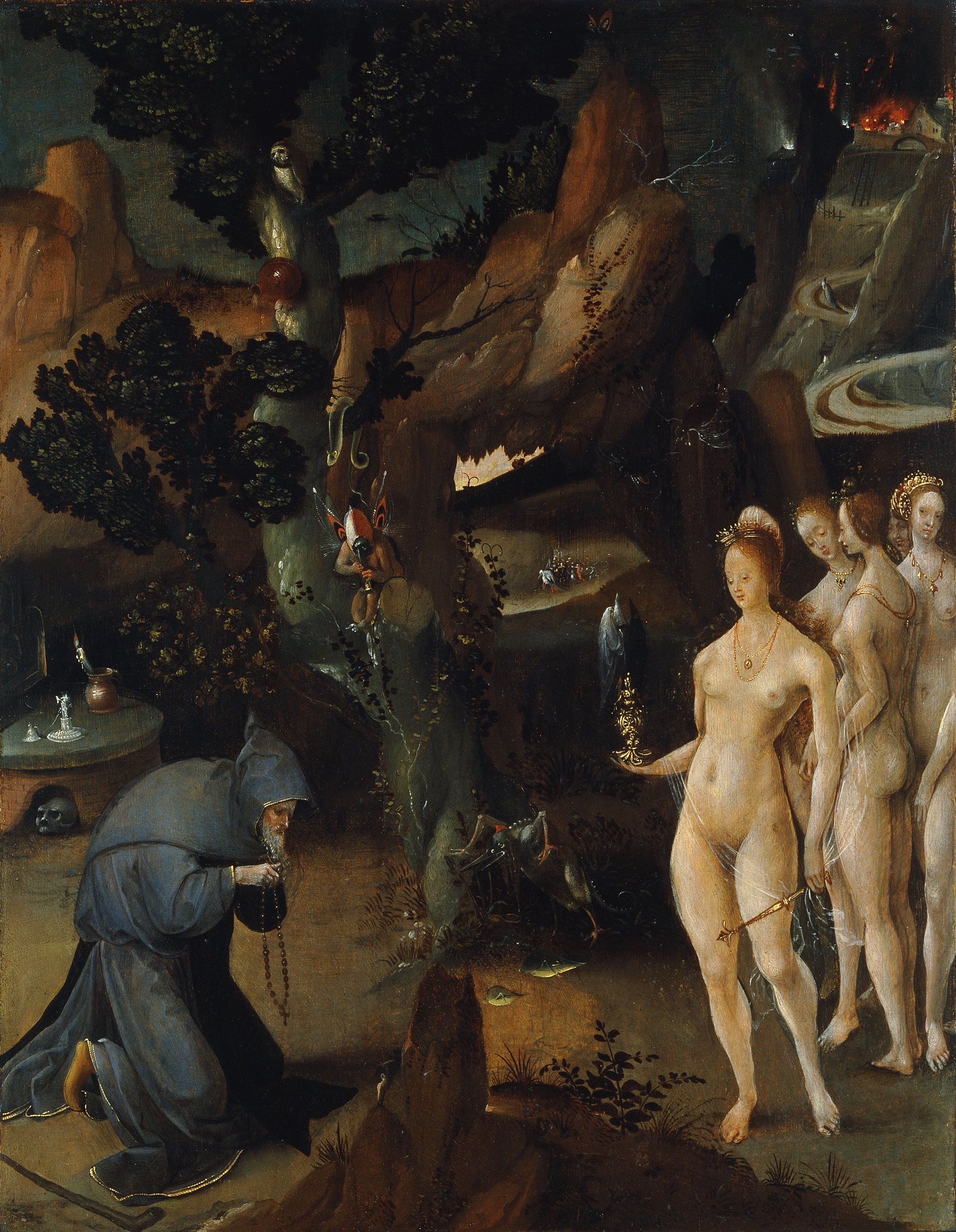
Las tentaciones de san Antonio,(h. 1520), óleo sobre tabla, 60 x 45,5 cm. Madrid, Museo Thyssen-Bornemisza.

Jan Wellens de Cock (Leiden?, c. 1460/1480-Amberes, 1521/1527) fue un grabador y pintor flamenco, probablemente nacido en Leiden (Países Bajos), pero activo en Amberes en el círculo de seguidores del Bosco.
Poco se conoce de su vida y de su carrera profesional. Consta que en 1506 estaba inscrito en el gremio de San Lucas de Amberes y que tenía un oficial trabajando con él. Para entonces ya había contraído matrimonio con Clara, hija de Peter van Beeringen. Se le identifica con un Jan de Cock que estuvo al servicio de la guilda Onze-Lieve-Vrouw Lof. En 1507 cobró por pintar unos ángeles y restaurar el Espíritu Santo del altar de esta hermandad en la catedral de Amberes, trabajos que probablemente resultaron destruidos durante los ataques iconoclastas de 1566. En 1511 la guilda le pagó por el corte de una matriz de madera para un grabado usado en su procesión, siendo esta la única referencia a su actividad como grabador, a pesar de haberle sido atribuidas muchas estampas. En 1520 fue elegido decano de la guilda de San Lucas junto con Joos van Cleve. 
Dos de sus hijos continuaron su carrera: Matthys, pintor de paisajes, y Hieronymus Cock, grabador e impresor.
Sus obras han sido objeto de controversia y ninguna se le pueda asignar con seguridad. Max J. Friedländer formuló un corpus de obras atribuidas a partir de un Paisaje con san Cristóbal del que existe una versión grabada con la inscripción «Pictum/J. Cock», pero sus atribuciones y la identificación con un Jan van Leyden inscrito en el gremio de Amberes en 1503 han sido refutadas por otros investigadores. 
De entre las obras que se le atribuyen, pertenecientes todas a la corriente que se conoce como manierismo de Amberes, pueden mencionarse un tríptico del Calvario en el Rijksmuseum de Ámsterdam, La tentación de un peregrino del Museo Lakenhal de Leyden, Santa Ana con la Virgen y el Niño del Museo del Prado y Las tentaciones de san Antonio del Museo Thyssen-Bornemisza, tabla relacionada con una xilografía del mismo asunto fechada en 1522, donde están presentes tanto las idealizadas figuras femeninas como el repertorio demoníaco característicos de la pintura neerlandesa del momento.